# IC 3107
IC 3107 је спирална галаксија у сазвјежђу Дјевица која се налази на листи објеката дубоког неба у Индекс каталогу.
Деклинација објекта је + 10° 50' 41" а ректасцензија 12h 17m 47,0s. Привидна величина (магнитуда) објекта IC 3107 износи 13,4 а фотографска магнитуда 14,2. IC 3107 је још познат и под ознакама UGC 7330, MCG 2-31-82, CGCG 69-133, VCC 257, PGC 39458.